# خسوس سبا
خسوس سبا (انگلیسی: Jesús Seba؛ زادهٔ ۱۱ آوریل ۱۹۷۴) بازیکن فوتبال اهل اسپانیا است.
از باشگاه‌هایی که در آن بازی کرده‌است می‌توان به باشگاه فوتبال رئال ساراگوسا، گروه ورزشی شاوش، باشگاه فوتبال بلننسس، باشگاه فوتبال ویگان اتلتیک، و باشگاه فوتبال ویارئال اشاره کرد.
وی همچنین در تیم‌های ملی فوتبال زیر ۲۱ سال اسپانیا و Aragon national football team بازی کرده‌است.